# Liste der Weltmeister im Fahrsport

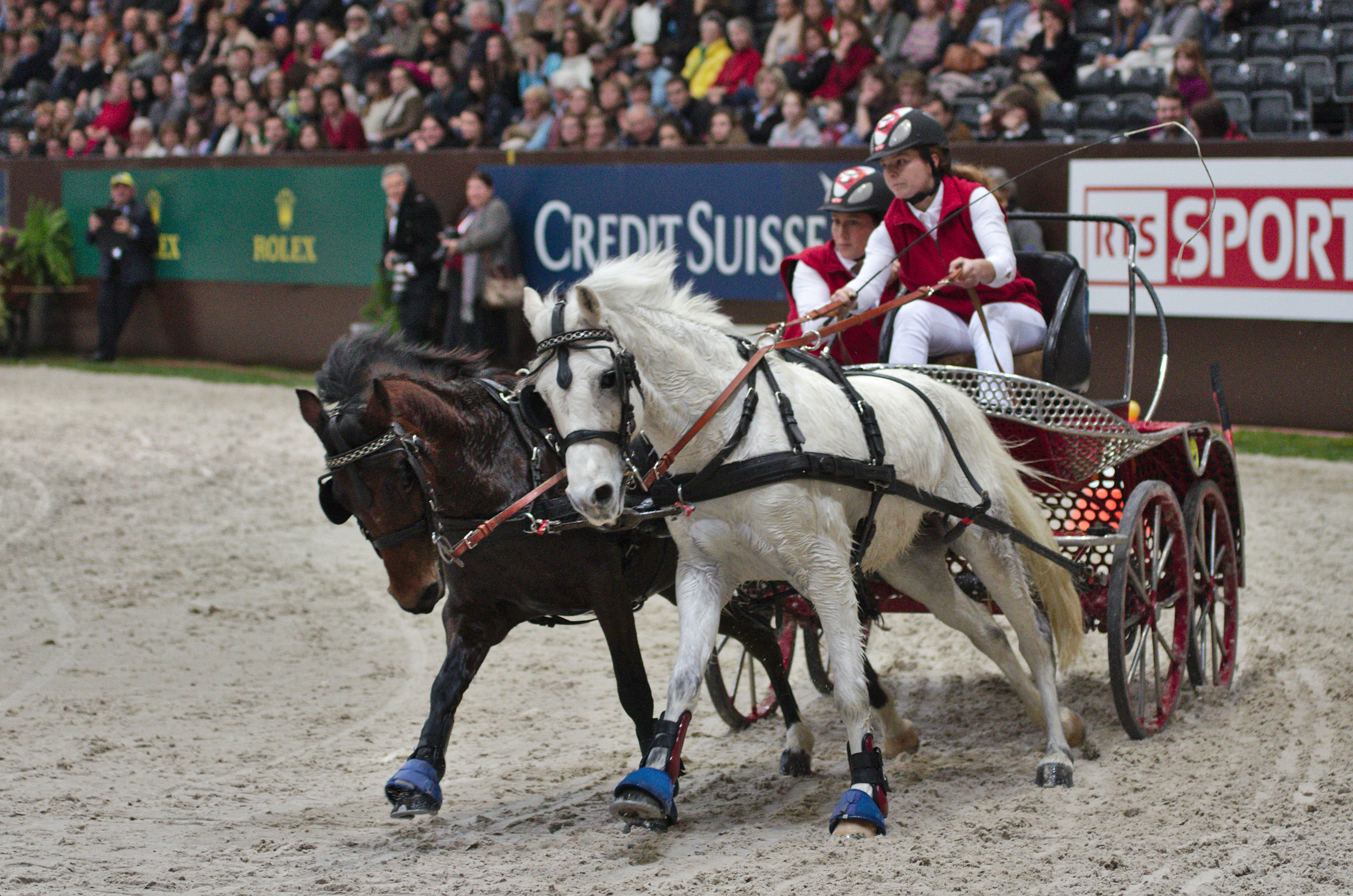
Lea Schmidlin, Pony-Zweispänner-Bronzemedaille bei der WM 2019, zusammen mit der Schweizer Equipe

Die Liste der Weltmeister im Fahrsport umfasst die Einspänner-, Zweispänner- und Vierspännerweltmeisterschaften in der kombinierte Wertung.
Die kombinierte Wertung besteht, ähnlich wie die Vielseitigkeit aus drei Teilprüfungen und ergibt sich aus den Resultaten der Dressurprüfung, Geländeprüfung (Marathon) und des Hindernisfahrens (Kegelfahren).
. Ebenfalls aufgeführt sind die Pony-Weltmeisterschaften.

## Vierspänner-WM

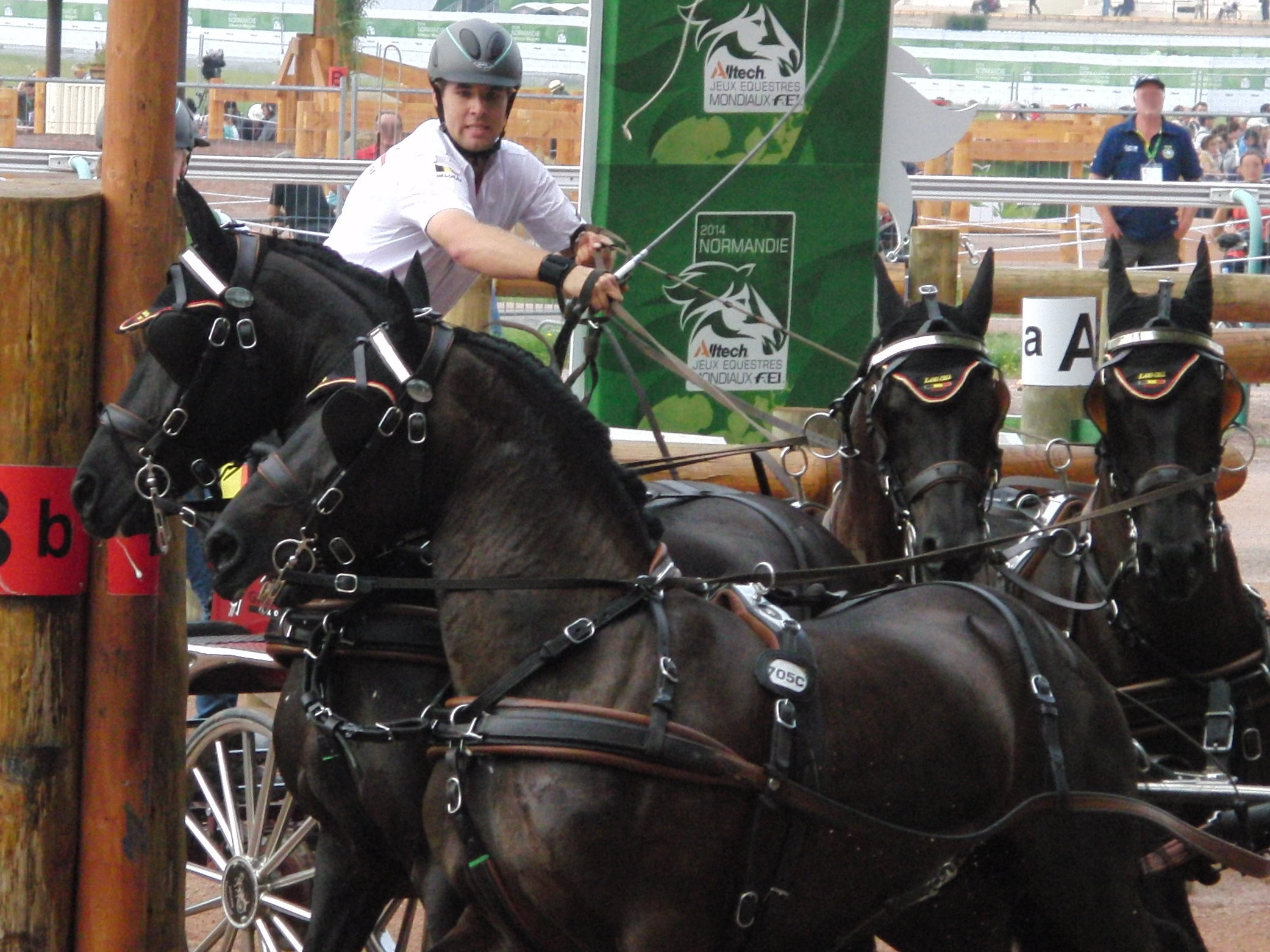
Edouard Simonet, Vierspänner Einzel Bronze im Marathon, 2018

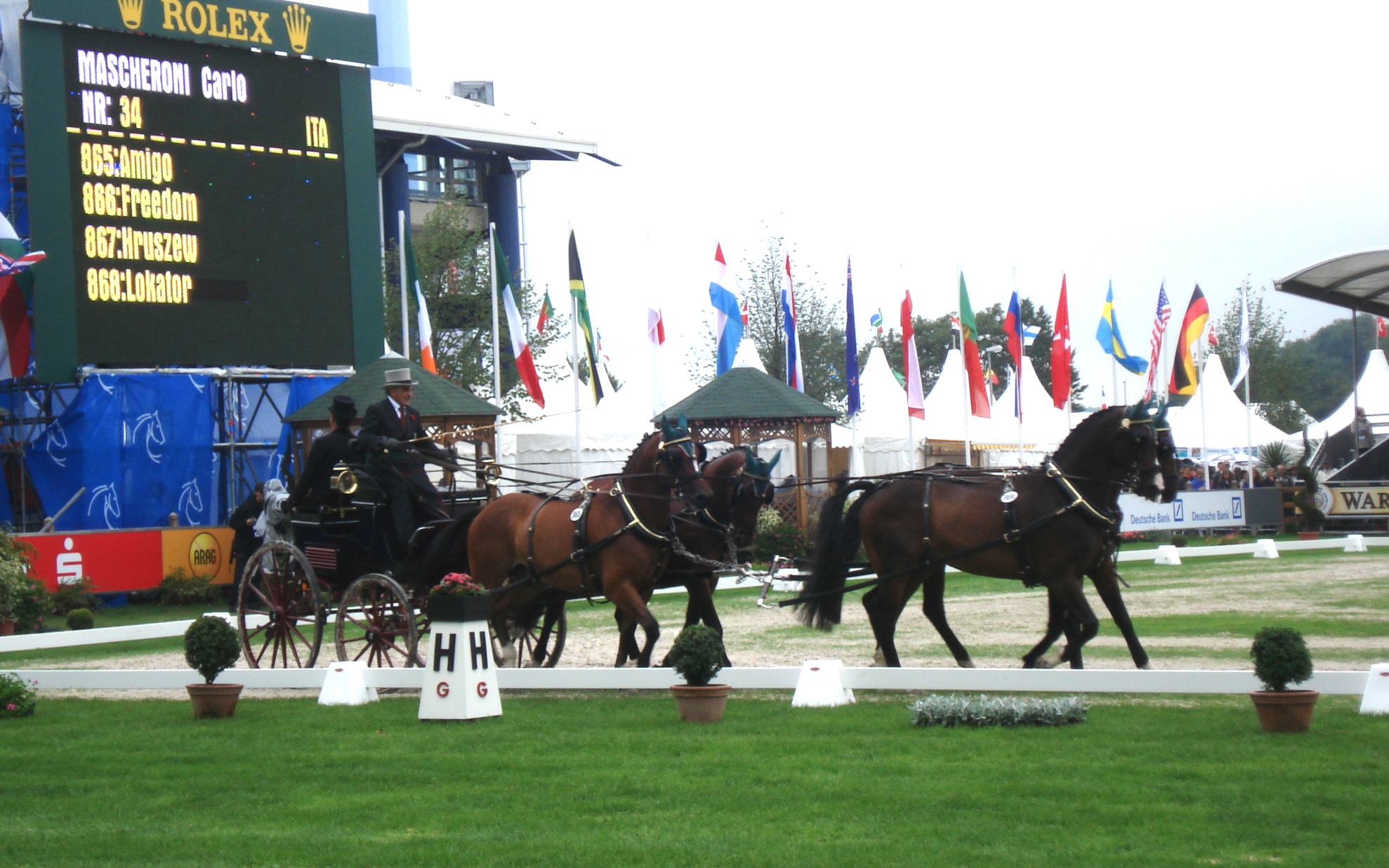
Carlo Mascheroni in der Dressur, Aachen 2004

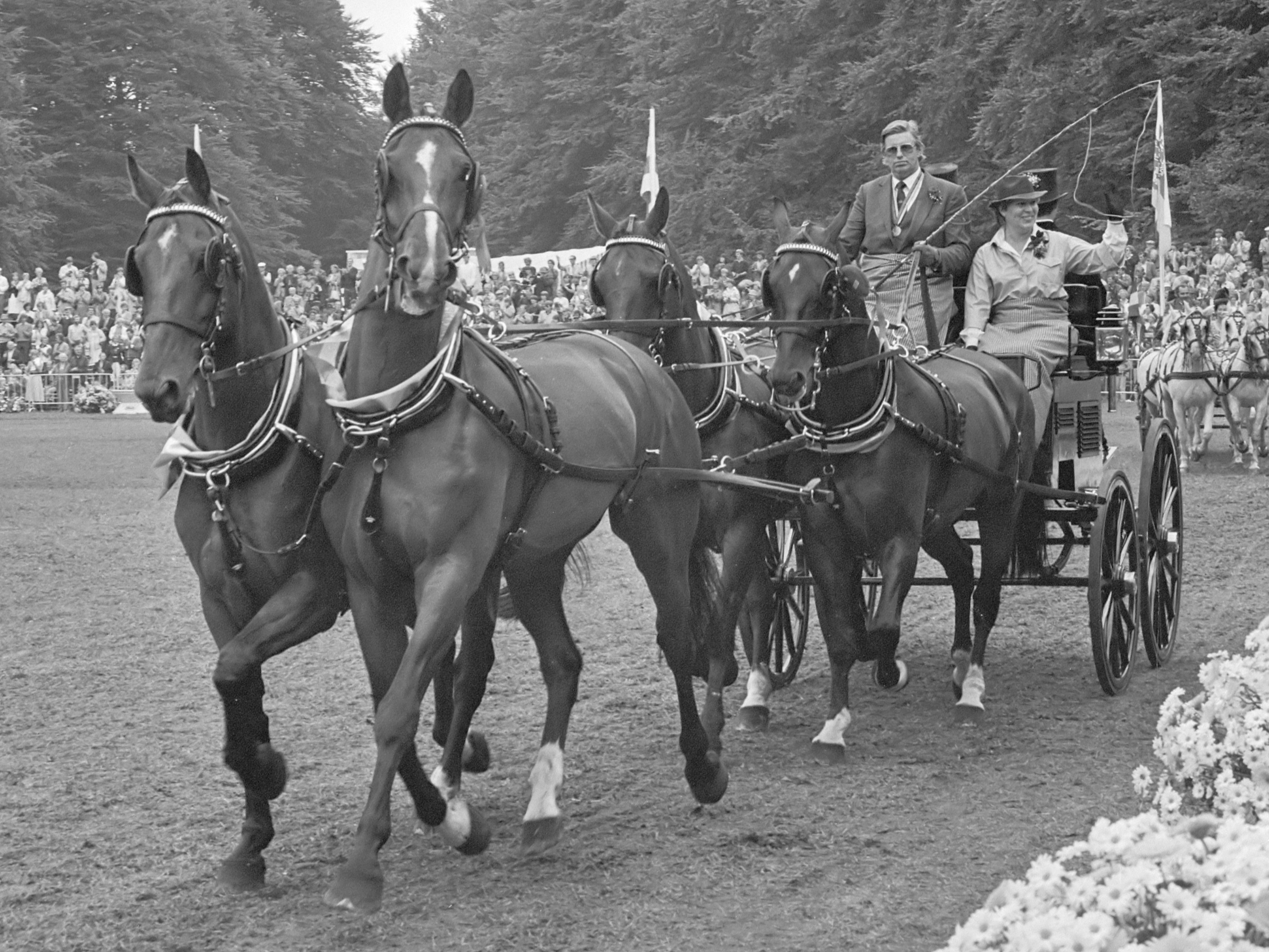
Tjeerd Velstra bei der Siegerehrung WM 1982, Vierspänner Einzel Gold 1982 und 1986

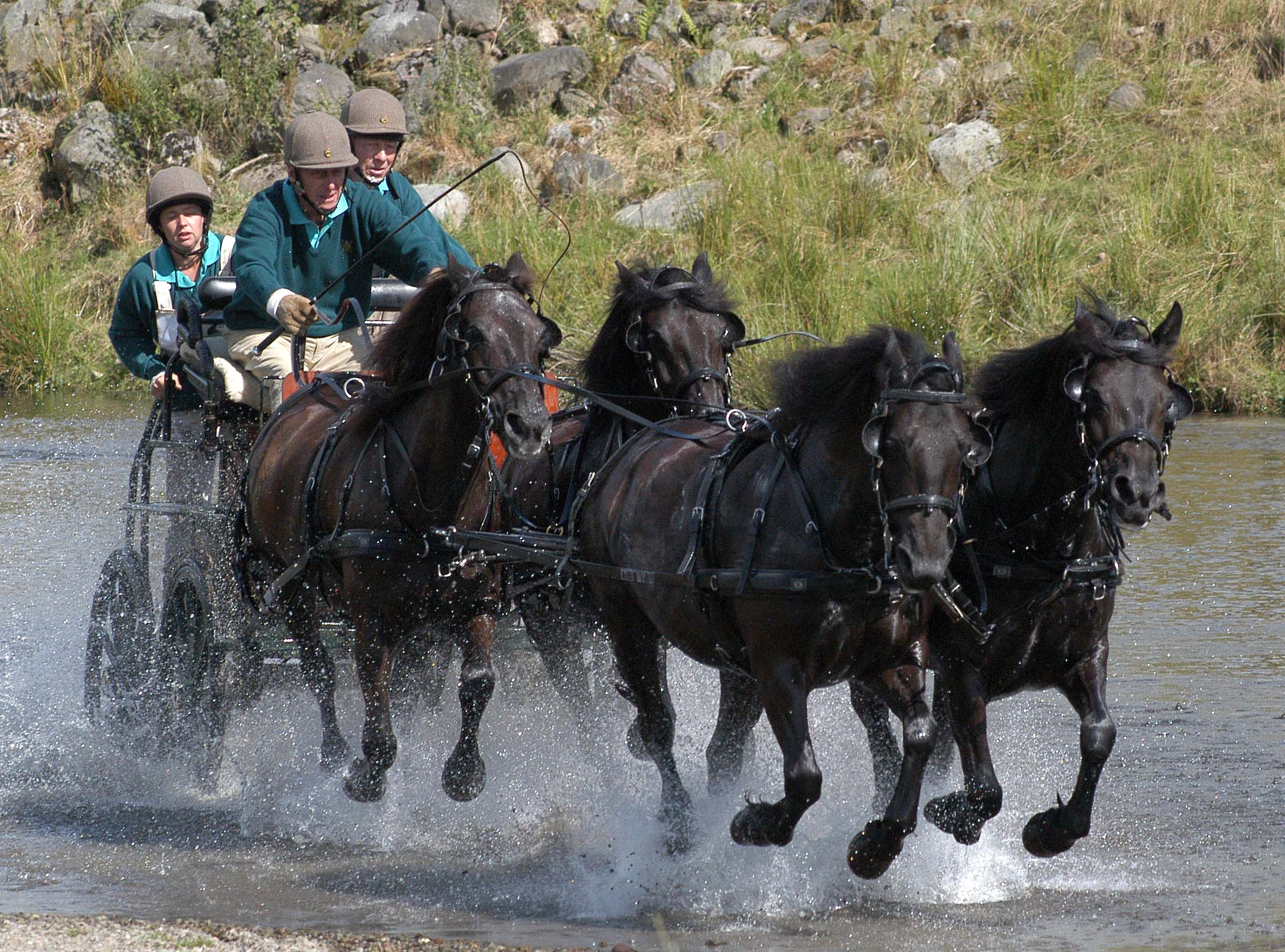
Prinz Philip im Marathon an einem Wasserhindernis, Britische Vierspänner Equipe Gold 1980

Die Weltmeisterschaften im Fahrsport für Vierspänner finden alle zwei Jahre statt. Es wird ein Einzelwettbewerb und ein Team-Wettbewerb für die Nationalequipen durchgeführt.
Prinz Philip war nicht nur von 1964 bis 1986 Präsident der FEI und setzte sich für die Entwicklung des Fahrsports ein, er wurde auch 1980 Weltmeister im Vierspänner-Fahren zusammen mit der britischen Equipe. Bei den Europameisterschaften 1981 gewann er mit seinem britischen Team beim Mannschaftswettbewerb die Bronze-Medaille.
| Jahr     | Ort                     | 1. Equipe                  | 1. Einzel            | 2. Einzel          | 3. Einzel            |
| -------- | ----------------------- | -------------------------- | -------------------- | ------------------ | -------------------- |
| 2022     | Rom, Pratoni del Vivaro | Niederlande                | Boyd Exell           | IJsbrand Chardon   | Michael Brauchle     |
| 2020     | Kronenberg              | ausgefallen wegen COVID-19 |                      |                    |                      |
| WEG 2018 | Tyron                   | Vereinigte Staaten         | Boyd Exell           | Chester C. Weber   | Edouard Simonet      |
| 2016     | Breda                   | Niederlande                | Boyd Exell           | IJsbrand Chardon   | Koos de Ronde        |
| WEG 2014 | Caen                    | Niederlande                | Boyd Exell           | Chester C. Weber   | Theo Timmerman       |
| 2012     | Riesenbeck              | Niederlande                | Boyd Exell           | Chester C. Weber   | IJsbrand Chardon     |
| WEG 2010 | Kentucky                | Niederlande                | Boyd Exell           | IJsbrand Chardon   | Tucker Johnson       |
| 2008     | Beesd                   | Niederlande                | IJsbrand Chardon     | Chester C. Weber   | Boyd Exell           |
| WEG 2006 | Aachen                  | Deutschland                | Felix Marie Brasseur | IJsbrand Chardon   | Christoph Sandmann   |
| 2004     | Kecskemét               | Ungarn                     | Zoltan Lazar         | IJsbrand Chardon   | Felix Marie Brasseur |
| WEG 2002 | Jerez                   | Niederlande                | IJsbrand Chardon     | Christoph Sandmann | Tomas Eriksson       |
| 2000     | Wolfsburg               | Schweden                   | Tomas Eriksson       | IJsbrand Chardon   | Michael Freund       |
| WEG 1998 | Rom, Pratoni del Vivaro | Niederlande                | Werner Ulrich        | Michael Freund     | Ton Monhemius        |
| 1996     | Waregem                 | Belgien                    | Felix Marie Brasseur | George Bowman      | József Bozsik        |
| WEG 1994 | Den Haag                | Deutschland                | Michael Freund       | George Bowman      | IJsbrand Chardon     |
| 1992     | Riesenbeck              | Deutschland                | IJsbrand Chardon     | Hanspeter Rüschlin | Christoph Sandmann   |
| WEG 1990 | Stockholm               | Schweden                   | Tomas Eriksson       | József Bozsik      | IJsbrand Chardon     |
| 1988     | Apeldoorn               | Niederlande                | IJsbrand Chardon     | Christer Pålsson   | József Bozsik        |
| 1986     | Ascot                   | Niederlande                | Tjeerd Velstra       | IJbrand Chardon    | Laszlo Juhasz        |
| 1984     | Szilvasvarad            | Ungarn                     | Laszlo Juhasz        | Gyorgy Bardos      | M. Balint            |
| 1982     | Apeldoorn               | Niederlande                | Tjeerd Velstra       | Gyorgy Bardos      | Laszlo Juhasz        |
| 1980     | Windsor                 | Vereinigtes Königreich     | Gyorgy Bardos        | George Bowman      | Tjeerd Velstra       |
| 1978     | Kecskemét               | Ungarn                     | Gyorgy Bardos        | Sandor Fulop       | Ferenc Muity         |
| 1976     | Apeldoorn               | Ungarn                     | Imre Abonyi          | Emil-Bernhard Jung | Zygmunt Waliszewski  |
| 1974     | Frauenfeld              | Vereinigtes Königreich     | Sandor Fulop         | Cristian Iseli     | George Bowman        |
| 1972     | Münster                 | Vereinigtes Königreich     | Auguste Dubey        | John Miller        | Douglas Nicholson    |

## Zweispänner-WM

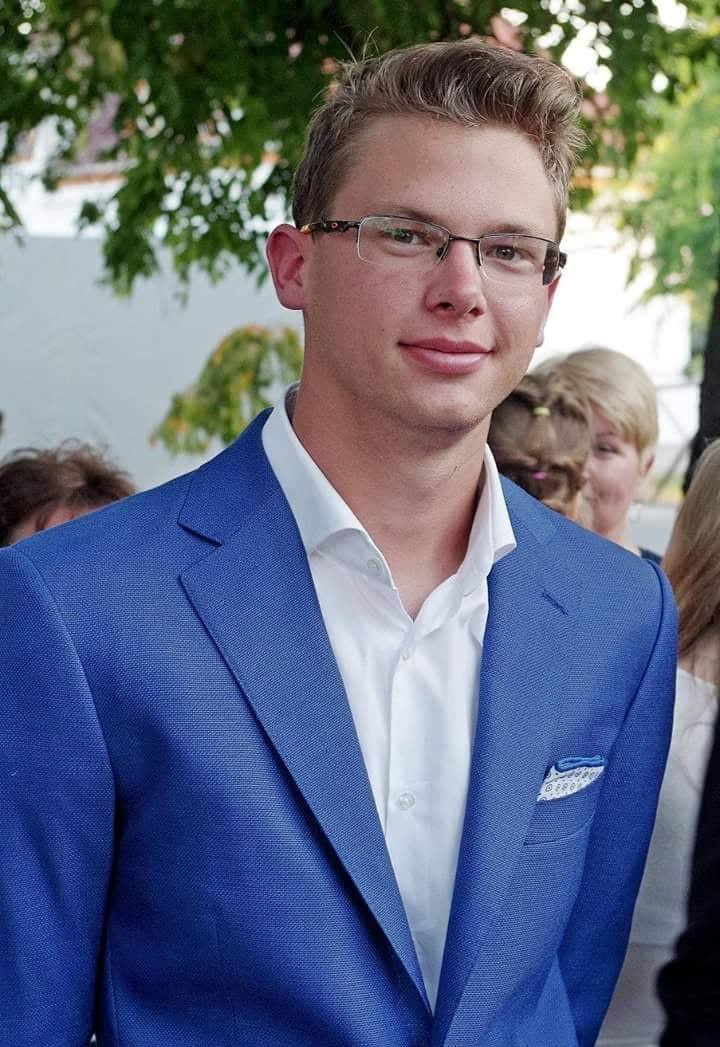
Martin János Hölle, Zweispänner-Weltmeister 2017, 2019, 2021 und 2023 im Einzelwettbewerb

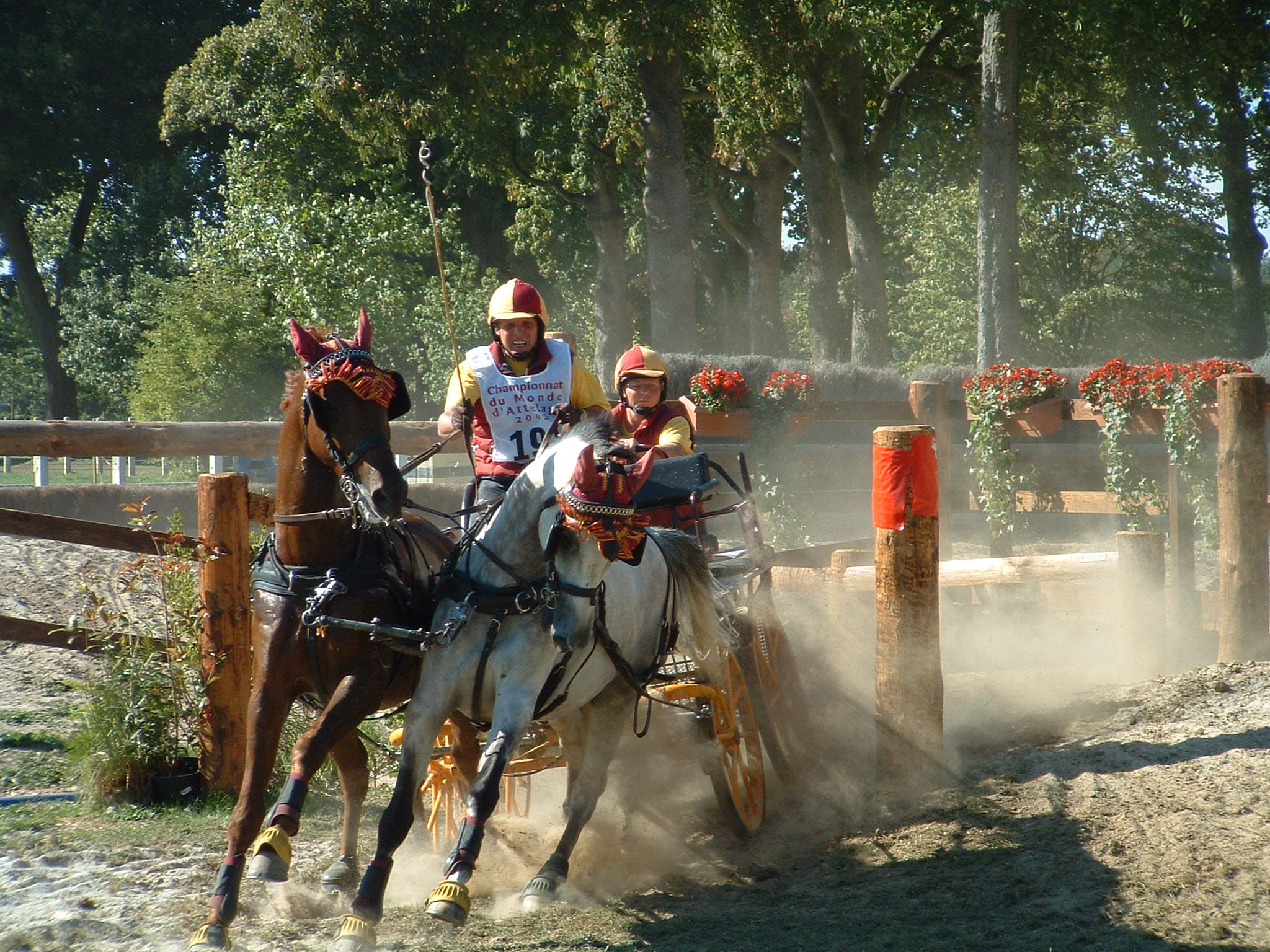
Marathonhindernis bei der Zweispänner WM, 2003

Die Weltmeisterschaften im Fahrsport für Zweispänner finden alle zwei Jahre statt. Es wird ein Einzelwettbewerb und ein Team-Wettbewerb für die Nationalequipen durchgeführt.
| Jahr | Ort             | 1. Equipe              | 1. Einzel         | 2. Einzel           | 3. Einzel       |
| ---- | --------------- | ---------------------- | ----------------- | ------------------- | --------------- |
| 2023 | Le Pin-au-Haras | Ungarn                 | Martin Hölle      | Marcel Luder        | Erik Evers      |
| 2021 | Kronenberg      | Ungarn                 | Martin Hölle      | Franck Grimonprez   | Anna Sandmann   |
| 2019 | Drebkau         | Ungarn                 | Martin Hölle      | Sandro Koalick      | Stan van Eijk   |
| 2017 | Lipica          | Ungarn                 | Martin Hölle      | Sebastian Warneck   | Beat Schenk     |
| 2015 | Fábiánsebestyén | Ungarn                 | Vilmos Lázár      | Zoltán Lázár        | Jozsef Dibak    |
| 2013 | Topoľčianky     | Ungarn                 | Vilmos Lázár      | Sebastian Warneck   | Zoltán Lázár    |
| 2011 | Conty           | Niederlande            | Carola Diener     | Stephane Chouzenoux | Tom Engbers     |
| 2009 | Kecskemét       | Niederlande            | Harrie Verstappen | Beat Schenk         | Zoltán Lazár    |
| 2007 | Warka           | Deutschland            | Vilmos Lazar      | Sebastian Warneck   | Karoly Hodi     |
| 2005 | Wals-Salzburg   | Österreich             | Rainer Pointl     | Károly Hódi         | Vilmos Lázár    |
| 2003 | Haras de Jardy  | Ungarn                 | Riny Rutjens      | Pierre Jung         | Roman Kusz      |
| 2001 | Riesenbeck      | Ungarn                 | Vilmos Lázár      | Frederico de Beck   | Zoltan Nyul     |
| 1999 | Kecskemét       | Ungarn                 | Vilmos Lazar      | Zoltan Lazar        | Zoltan Nyul     |
| 1997 | Riesenbeck      | Vereinigtes Königreich | Zoltán Lázár      | Riny Rutjens        | Matthias Jürgen |
| 1995 | Posen           | Frankreich             | Mieke van Tergouw | Horst Schepper      | Patrick Greffer |
| 1993 | Gladstone       | Österreich             | Georg Moser       | Vilmos Lázár        | Horst Schepper  |
| 1991 | Zwettl          | Vereinigte Staaten     | Werner Ulrich     | Eckhard Meyer       | Roman Kutz      |
| 1989 | Balatonfenyves  | Ungarn                 | Udo Hochgeschurz  | Werner Ulrich       | Feher Mihaly    |
| 1987 | Riesenbeck      | Deutschland            | Laszlo Kecskemeti | Rajmund Wodkowski   | Ekkert Meinecke |
| 1985 | Sandringham     | Schweiz                | Ekkert Meinecke   | Merk Heiner         | de Leewn        |

## Einspänner-WM

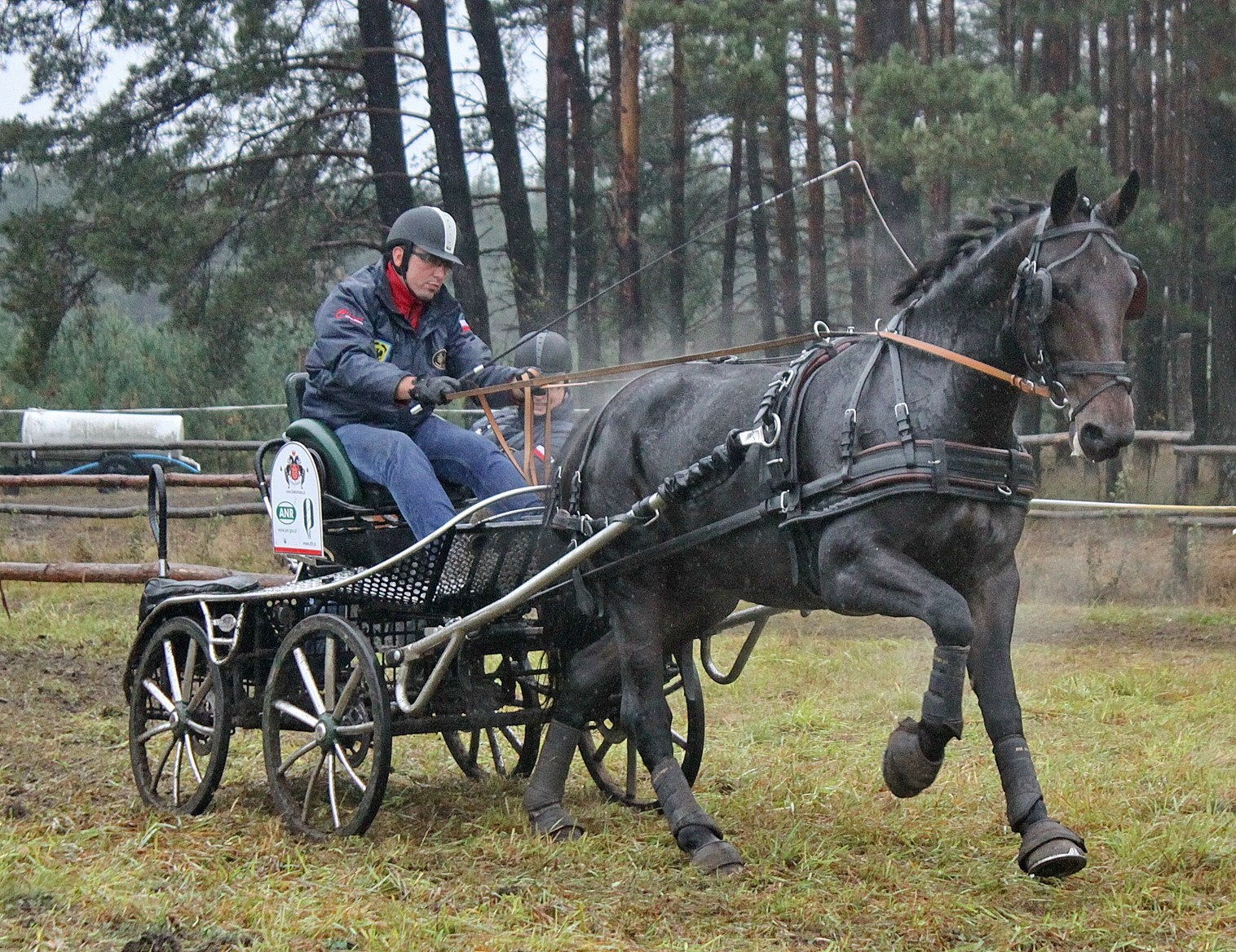
Bartłomiej Kwiatek im Marathon, Goldmedaille Einspänner-WM 2018

Die Weltmeisterschaften im Fahrsport für Einspänner finden alle zwei Jahre statt. Es wird ein Einzelwettbewerb und ein Team-Wettbewerb für die Nationalequipen durchgeführt.
| Jahr | Ort                    | 1. Equipe              | 1. Einzel                            | 2. Einzel                        | 3. Einzel                        |
| ---- | ---------------------- | ---------------------- | ------------------------------------ | -------------------------------- | -------------------------------- |
| 2022 | Le Pin au Haras        | Frankreich             | Saskia Siebers mit Axel              | Marion Vignaud mit First Quality | Kelly Bruder mit Flip            |
| 2020 | Pau                    | Niederlande            | Saskia Siebers mit Axel              | Kelly Houtapples-Bruder mit Flip | Bartlomiej Kwiatek mit Sonet     |
| 2018 | Kronenberg             | Niederlande            | Bartlomiej Kwiatek mit Sonet         | Saskia Siebers mit Axel          | Marion Vignaud mit Winston       |
| 2016 | Piber                  | Deutschland            | Dieter Lauterbach mit Dirigent 47    | Weronika Kwiatek mit Bartnik     | Saskia Siebers mit Axel          |
| 2014 | Izsák                  | Deutschland            | Wilbron Van Den Broek mit Oscar      | Claudia Lauterbach mit Velten    | Marlen Fallak mit Tessa          |
| 2012 | Companhia das Lezirias | Deutschland            | Christoph Dieker mit Elmor           | Michael Barbey mit Solo          | Wilbrord van den Broek mit Oscar |
| 2010 | Pratoni del Vivaro     | Deutschland            | Thorsten Zarembowicz mit Sunrise 106 | Bartek Kwiatek mit Lokan         | Cristiano Cividini mit Tango     |
| 2008 | Jarantow               | Frankreich             | Jan van den Broek                    | Anne-Violaine Brisou             | Jan Moonen                       |
| 2006 | Pratoni del Vivaro     | Vereinigtes Königreich | Paul Sidwell                         | Cecilia Qvarnstrom               | Dieter Lauterbach                |
| 2004 | Åstorp                 | Schweden               | Marie Kahrle                         | Jan van den Broek                | Ben Simonsen                     |
| 2002 | Conty                  | Schweden               | Stéphane Chouzenoux                  | Marie Kahrle                     | Fred Merriam                     |
| 2000 | Gladstone, NJ          | *                      | *                                    | *                                | *                                |
| 1998 | Fohlenhof-Ebbs         | Schweden               | Arja Mikkonen                        | Cecilia Qvarnstrom               | Rudolf Pirhofer                  |

* 2000 wurde die Weltmeisterschaft für Einspänner aufgrund einer Viruserkrankung abgesagt.

## Pony-WW im Fahren

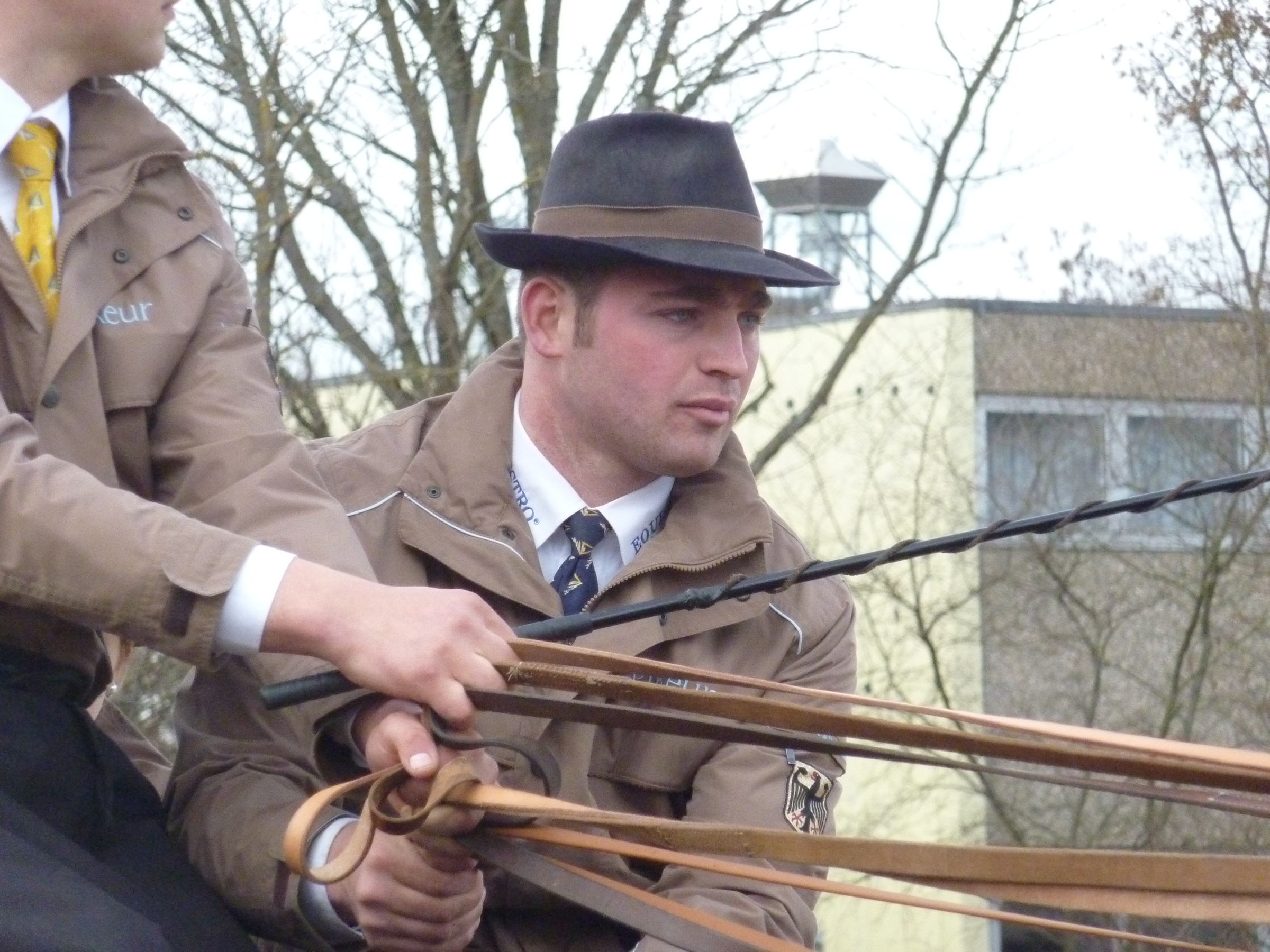
Steffen Brauchle, Pony-Vierspänner Weltmeister 2019 und 2023 im Einzelwettbewerb

Die Pony-Weltmeisterschaften im Fahren finden alle zwei Jahre statt, mit Wettbewerben für Einspänner, Zweispänner und Vierspänner. Allerdings gibt es nicht für jede Disziplin einen eigenen Teamwettbewerb, vielmehr werden die Gespanne der verschiedenen Kategorien gemeinsam gewertet. Dazu gehen für jede Nation je zwei Einspänner, zwei Zweispänner und zwei Vierspänner in die Wertung für die jeweilige Nationalequipe ein.
Die deutsche Gold-Equipe bei den Pony-Weltmeisterschaften 2019 bestand aus Katja Berlage und Fabian Gänshirt (beide Einspänner), den Zweispänner-Fahrern Jan-Felix Pfeffer und Dieter Baackmann sowie den Vierspänner-Fahrern Steffen Brauchle und Sven Kneifel. Die Schweizer Equipe mit Cédric Scherrer und Doris Schmied (Einspänner), Christof König und Lea Schmidlin (Zweispänner) sowie Yannik Scherrer und Dominic Falk (Vierspänner), gewann die Bronzemedaille.
| Jahr | Ort             | 1. Equipe   | 1. Einspänner   | 1. Zweispänner    | 1. Vierspänner   |
| ---- | --------------- | ----------- | --------------- | ----------------- | ---------------- |
| 2023 | Oirschot        | Niederlande | Marijke Hammink | Yannik Scherrer   | Steffen Brauchle |
| 2021 | Le Pin-au-Haras | Niederlande | Cédric Scherrer | Rodinde Rutjens   | Marijke Hammink  |
| 2019 | Kisbér-Ászár    | Deutschland | Katja Berlage   | Rodinde Rutjens   | Steffen Brauchle |
| 2017 | Minden          | Deutschland | Marlena Brenner | Tara Wilkinson    | Michael Bügener  |
| 2015 | Breda           | Niederlande | Fabian Ganshirt | Anna Grayston     | Bram Chardon     |
| 2013 | Pau             | Niederlande | Martin Hölle    | Ewoud Boom        | Bram Chardon     |
| 2011 | Lipica          | Deutschland | Kristina Klindt | Dieter Baackmann  | Bram Chardon     |
| 2009 | Greven-Bockholt | Deutschland | Melanie Becker  | Daniel Schneiders | Tobias Bücker    |
| 2007 | Dorthealyst     | Deutschland | Peter Koux      | Miranda Cadwell   | Jan de Boer      |
| 2005 | Catton          | Deutschland | Suzy Stafford   | Steffen Abicht    | Dirk Gerkens     |
| 2003 | Karlstetten     | Deutschland | Tobias Bücker   | Steffen Abicht    | Dirk Gerkens     |